# Lacaugne
Lacaugne (em occitano:  La Caunha) é uma comuna francesa na região administrativa da Occitânia, no departamento do Alto Garona. Estende-se por uma área de 6.06 km², com 229 habitantes, segundo o censo de 2018, com uma densidade de 38 hab/km².